# Devantave
Devantave est un village de la commune belge de Rendeux située en Région wallonne dans la province de Luxembourg. Il est arrosé par l'Isbelle, un affluent de l’Ourthe.

## Étymologie
Il faut d’abord dire qu'à l’origine Devantave s’appelait Les Hayons. Ce nom vient du fait que les premières maisons furent bâties à l'entrée d'un taillis (haye). Dans le dénombrement des feux du pays de Luxembourg de l’an 1624 pour la cour de Marcourt, on parle encore du nom Les Hayons en ajoutant la référence à Devantave : Les Hayons, alias Devantave 1 feu. Dans le dénombrement de 1659, c’est la dernière fois qu'on parle encore des Hayons : Les Hayons, alias Devantave et Marcouray 1 feu.
Après 1659, la localité a adopté définitivement l'appellatif de Devantave. Sa situation auprès du bois de Tave laisse penser que son nom vient de là. On trouve d’ailleurs parfois dans d’anciens documents le nom écrit sous la forme « Devant Tave ». Mais ce n’est pas nécessairement une preuve car le nom Devantave a régulièrement été écorné.
Même maintenant si vous recherchez sur le célèbre site Google Maps le village de Devantave, il n’y aura pas de résultat. Par contre, essayez Devant-Tâve et là vous arriverez sur le village. Ces multiples fautes dans la transcription du nom du village amènent d’ailleurs à des situations cocasses. Ainsi dans le cadastre de Marie-Thérèse qui se déroula entre 1766 et 1771, la seigneurie de Montagu (Montaigu) se retrouve avec deux villages supplémentaires, Davantave et Devanlave et pas de trace de Devantave. À cette époque, Devantave avait la particularité de faire partie des deux paroisses de Dochamps et Marcourt. Le préposé au recensement qui est passé par Dochamps a noté Devenlave et celui qui est passé par Marcourt a noté Devanlave. Ces deux erreurs ont permis d’avoir du moins fictivement un village de plus dans la seigneurie.
Une autre théorie sur l’origine du nom Devantave serait de lire « Devant Ave ». Ave ou avium, en bas latin, désigne un endroit sauvage, plein de broussailles et sans traces de chemins.
Le mot Tave, tavan est également un tronc d’arbre, une souche. C’est une alternative à la traduction par table. Cette interprétation se rattacherait à l'existence de quelques anciennes souches.
Mais l'option la plus probable reste que le nom vient de la position du village à proximité du bois de Tave. L'histoire du village corrobore d'ailleurs cette option. À l'origine, Les Hayons était juste un hameau composé des deux maisons de la rue Le Broulin. Cet endroit est la partie du village la plus éloignée du Bois de Tave. Ces deux maisons dépendaient de la paroisse de Marcourt qui était la plus proche à cette époque.
Au début du XVIIe siècle, Dochamps a été à deux reprises attaqué et incendié. C'est à ce moment que Devantave se développe rapidement depuis l'actuelle rue de Dochamps et en direction de Les Hayons. Les nouvelles maisons dépendront de la paroisse de Dochamps. Dochamps à cette époque était une bourgade importante avec un manoir et une forteresse. Il est fort probablement que les nouveaux arrivants venaient en majorité de Dochamps ce qui explique l'appartenance des nouvelles maisons à cette paroisse plus éloignée que Marcourt.
La rue de Dochamps où ces nouvelles maisons furent construites était vraiment devant le Bois de Tave. Il est donc probable qu'au début de leur construction, on différenciait ces maisons de celles du hameau Les Hayons en parlant des maisons devant le Bois de Tave et ensuite par contraction des maisons « Devant Tave » et puis de « Devantave ».
Ces maisons ont rapidement été une vingtaine et les 2 maisons de Les Hayons ne représentaient plus grand chose par rapport à elle. Les Hayons a été absorbé par Devantave et le nom Les Hayons a disparu.
Devantave tiendrait donc son nom du Bois de Tave. Mais d'où vient le nom Tave ? Là, il faut encore remonter plus loin, à l'époque gauloise.
On mentionne notamment dans d’anciens écrits la grande pierre du Bois de Tave. Ce serait cette pierre qui aurait donné son nom au bois et donc aussi plus tard au village. En effet, Tave est un mot romano-wallon qui dérive du latin tabula, table, dalle, en italien tavola, en allemand tafel et que l’on retrouve dans Stave, Stabulum, Stavelot et bien d'autres. Ces pierres sont ordinairement au nombre de trois, dont une large et plate qui repose sur les autres qui ont plus ou moins la forme de colonnes. Donc cette grande pierre plate faisait probablement penser à une grande table et était la partie haute d'un monument gaulois. C’est une hypothèse car à l’heure actuelle, on ne sait plus où est cette grande pierre. Est-elle ensevelie sous la végétation ? A-t-elle été détruite ?

## Personnalités

### Abbé Paul Désirant
« L’abbé Désirant Paul René Adolphe Henri Elvire Marie est né à Vaux-sous-Chèvremont le 23 novembre 1910. Il a été fusillé à la Citadelle de Liège le 31 août 1943 à 6h00. Il avait été arrêté le 26 mai 1943. Il a été exécuté pour espionnage un quart d'heure après l'abbé Joseph Peeters, curé de Comblain-au-Pont. Intervention en faveur de prisonniers, hébergement et acheminement de « traqués », placement en lieu sûr de familles juives, transmission de renseignements, sabotages, etc. ; en un mot, rien de ce qui pouvait être utile au pays ne lui fut étranger. Impliqué dans un vol de dynamite, indiciblement torturé le 27 mai et jours suivants, il fut condamné à mort le 13 août et, moins de 18 jours plus tard, le corps faible mais l'âme forte, il entonnait le Te Deum en quittant le sinistre bloc 24. À ses paroissiens de Devantave, il avait demandé le pardon de tout ce qui, en lui ou dans ses actions, avait pu les offenser : « Ce fut faiblesse, et non malice » ». Résistant membre du Service du Renseignement et d’Action "Clarence", du MNB et du FI (Front de l'Indépendance) ,. Il est inhumé à Devantave. On trouve une croix commémorative à son nom à l'enclos des fusillés de la Citadelle de Liège.

### Révérend Jean Bayonville
Le révérend Jean Bayonville était né à Devantave et était en 1753 chanoine de la cathédrale de Liège. Il se signala par un vif attachement pour son église paroissiale de Dochamps qu'il combla de présents et de bienfaits de toute espèce. Aussi les paroissiens, en témoignage de reconnaissance, fondèrent-ils, par acte passé devant le notaire H. Naveaux de La Roche, en 1756, un anniversaire perpétuel pour sire Bayonville et ses parents.

## Histoire
- -750 à -57 Époque gauloise : la région est occupée par les Condruses (clan des Tréviriens)
- -57 à 450 Époque romaine : la région fait partie la province romaine Belgica (capitale Reims)
- 450 à 843 Époque des francs
- 843 à 1050 Empire de Charlemagne divisé en 3. La région fait partie de la Lotharingie. (Basse-Lorraine, compté du Luxembourg)
- 1050 à 1147 Seigneurie des Montaigu : Dynastie des comptes de Behogne
- 1147 à 1193 Seigneurie des Montaigu : Dynastie des comptes de Duras
- 1193 à 1408 Seigneurie des Montaigu : Dynastie des comptes de Walcourt
- 1408 à 1794 Seigneurie des Montaigu : Dynastie des comptes de Stolberg et de Loeweinstein
  - 1600 Les Hayons: 2 maisons, Paroisse de Marcourt, Cour de Marcourt
  - 1629 Devantave: 1 feu (en comparaison 5 feux pour Marcourt)
  - 1659 Devantave: 1 feu (avec Marcouray), 20 maisons (18 paroisse de Dochamps, 2 paroisse de Marcourt), 23 laboureurs, 3 charrons, 2 fondeurs.
  - 1686 La dysenterie emporte 4 enfants.
  - 1760 Paroisse de Dochamps et Marcourt: 20 maisons
  - 1766 Paroisse de Dochamps et Marcourt: 23 maisons, 96 habitants
  - 1769 Chapelle Saint-Donat, paroisse de Dochamps
  - 1790 Paroisse de Dochamps et Marcourt: 22 maisons, 93 habitants (2 maisons pour Marcourt)
  - 1793 23 maisons (21 paroisse de Dochamps, 2 paroisse de Marcourt)
- 1795 à 1814 Période française (Département des Forêts)
- 1814 à 1830 Période hollandaise
- 1830 à 2013 Belgique
  - 1840 Presbytère acheté par la commune de Marcourt
  - 1860 Paroisse de Devantave, église de Saint-Donat
  - 1873 École des deux sexes
  - 1892 Paroisse de Devantave: 42 maisons, 152 habitants
  - 1904 Chapelle Saint-Gérard Majella
  - 1940 La Belgique capitule
  - 1943 L’exécution de l'abbé Désirant
  - 1945 L'offensive Von Rundstedt
  - 1985 Fermeture de l’école
  - 2005 Salle villageoise
- 2013 60 maisons (36 occupées en permanence), 83 habitants, 1 église, 1 salle villageoise, 1 chapelle (en ruine)

## Seconde Guerre mondiale
Le village de Devantave a beaucoup souffert de la guerre. Plusieurs personnes y ont perdu la vie. Après un habitant tué sur les routes de France en mai 1940 et un combattant décédé en captivité en 1941, c’est l’abbé Paul Désirant, le curé du village, qui est arrêté, comme relaté ci-dessus. Deux jeunes membres du Mouvement national belge sont tués en septembre 1944. Sept autres habitants périssent pendant les combats de la Bataille des Ardennes.
La libération du village a été particulièrement ardue. Lancée le 3 janvier 1945, elle n’aboutit que le 6 janvier lors d’une ultime attaque menée par deux compagnies du 335e régiment d’infanterie américain,.

## Patrimoine

### Église Saint-Donat

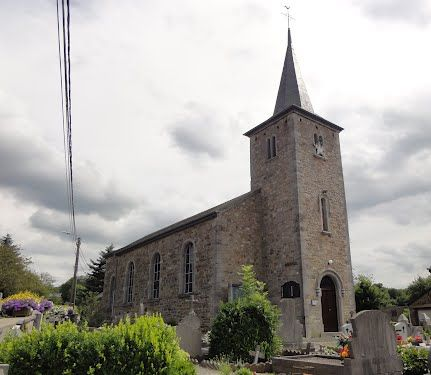
L’église Saint-Donat

C’est en 1860 que l’église actuelle fut construite et resta consacrée à Saint-Donat comme la chapelle qui était présente à cet endroit avant sa construction. Elle se trouve au croisement entre les deux principales rues du village : la rue Saint-Donat et la rue de Dochamps. Avant cette date, Devantave appartenait à deux paroisses. Les deux dernières maisons à droite sur la rue Le Broulin appartenaient à la paroisse de Marcourt et le reste du village appartenait à la paroisse de Dochamps.
L’église fut déjà restaurée en 1863 pour 12837 francs. Ensuite, en 1864, des travaux complémentaires seront exécutés à l'église et à ses abords pour 7585 francs. Et finalement, du mobilier fut acheté en 1870 pour 7154 francs.
En octobre 1908, un nouveau dallage fut installé dans l'église sous la houlette de l’architecte M. Charneux.
Entre le 3 et le 6 janvier 1945, l'église est fortement endommagée par l'artillerie américaine qui est engagée dans la bataille des Ardennes. Pendant ces quelques jours, Devantave était une place forte tenue par les Allemands et l'artillerie américaine causa énormément de dégâts aux maisons et à l'église.
L'église fut restaurée directement après la guerre comme la plupart des maisons du village. Pendant sa réparation, un baraquement avait été érigé à côté de celle-ci. Ce baraquement servit à la fois de réfectoire pour les maçons qui s'attelaient à la reconstruction du village et accueillit aussi les offices. Ce baraquement devint par la suite la salle paroissiale du village.

### Chapelle Saint-Gérard Majella

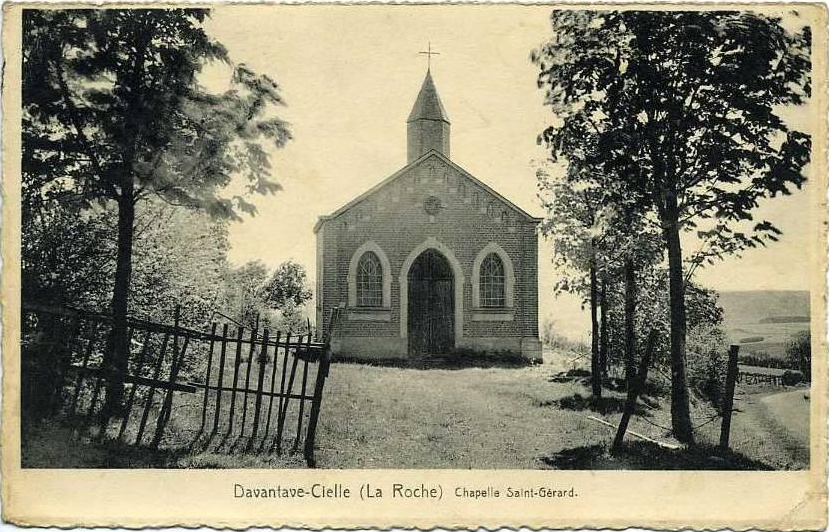
La chapelle Saint-Gérard après sa construction

C'est en 1904 que la chapelle Saint-Gérard Majella fut construite au croisement de la rue Saint-Donat et de la rue Le Broulin. Elle fut consacrée à saint Gérard Majella qui venait juste d'être canonisé. Il y avait probablement déjà une chapelle à cet endroit avant sa construction qui servait aux paroissiens de Devantave dépendant de l'église de Marcourt.
La chapelle se trouve sur un terrain privé et le dernier propriétaire était complètement étranger au village. Il a laissé la chapelle à l'abandon et la commune n'a pas pu (ou voulu) racheter le terrain avant que la chapelle ne tombe complètement en ruine.
Cette année, son toit qui menaçait de s'effondrer est finalement tombé. La chapelle n'est maintenant plus qu'une ruine et seuls les anciens se souviennent des processions qui passaient par là.

### Salle villageoise

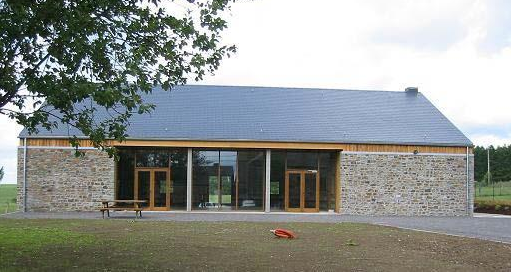
La salle villageoise

La salle villageoise a été inaugurée en 2005. Avant cela, toutes les manifestations avaient lieu dans la salle paroissiale qui était un ancien baraquement. Ce baraquement avait été utilisé après la guerre pour loger les maçons qui ont reconstruit le village.